# St. Mirren Park
El St. Mirren Park es un estadio de fútbol ubicado en la ciudad de Paisley en Escocia, fue inaugurado en 2009 y posee una capacidad para 8020 espectadores, es el estadio del club Saint Mirren FC que disputa la Premier League de Escocia.
St. Mirren Park es el sexto estadio en la historia del club y reemplazo al Love Street Stadium, que fue vendido en 2007 a la empresa multinacional británica Tesco para el desarrollo comercial.
El estadio fue inaugurado el 31 de enero de 2009 por el primer ministro escocés Alex Salmond, con un partido entre los clubes St. Mirren y Kilmarnock.